# Flick of the Switch
Flick of the Switch (с англ. — «Щелчок выключателя») — девятый студийный альбом австралийской хард-рок-группы AC/DC, выпущенный 19 августа 1983 года. Альбом был признан коммерческим разочарованием после того, как не смог сравниться по продажам с двумя предыдущими релизами группы, Back in Black (1980) и For Those About to Rock (We Salute You) (1981), и его выпуск ознаменовал начало коммерческого спада группы. Третий альбом AC/DC с участием вокалиста Брайана Джонсона, альбом также последний с участием барабанщика Фила Радда перед его возвращением на Ballbreaker (1995). Альбом был переиздан в 2003 году в рамках серии AC/DC Remasters.
Альбом достиг максимального уровня продаж в США и ему был присвоен платиновый статус от RIAA за тираж более 1 000 000 экземпляров в январе 2001 года.

## Список композиций
Все песни написаны Ангусом Янгом, Малькольмом Янгом и Брайаном Джонсоном
| №                   | Название                | Длительность |
| ------------------- | ----------------------- | ------------ |
| 1.                  | «Rising Power»          | 3:43         |
| 2.                  | «This House Is on Fire» | 3:23         |
| 3.                  | «Flick of the Switch»   | 3:13         |
| 4.                  | «Nervous Shakedown»     | 4:27         |
| 5.                  | «Landslide»             | 3:57         |
| 6.                  | «Guns for Hire»         | 3:24         |
| 7.                  | «Deep in the Hole»      | 3:19         |
| 8.                  | «Bedlam in Belgium»     | 3:52         |
| 9.                  | «Badlands»              | 3:38         |
| 10.                 | «Brain Shake»           | 4:00         |
| Общая длительность: | Общая длительность:     | 37:02        |

## Участники записи
- Брайан Джонсон — вокал
- Ангус Янг — соло-гитара
- Малькольм Янг — ритм-гитара, бэк-вокал
- Клифф Уильямс — бас-гитара, бэк-вокал
- Фил Радд — барабаны

## Чарты
| Год  | Чарт                                      | Место |
| ---- | ----------------------------------------- | ----- |
| 1983 | Australian Kent Music Report Albums Chart | 4     |
| 1983 | US Billboard The 200 Albums Chart         | 15    |
| 1983 | UK Albums Chart                           | 4     |

## Продажи и сертификация
| Страна         | Продажи   | Статус     |
| -------------- | --------- | ---------- |
| США            | 1 000 000 | Платиновый |
| Великобритания | 100 000   | Золотой    |
| Германия       | 100 000   | Золотой    |